# صاروخ مقاوم
صاروخ مقاوم هو وسيلة لدفع المركبات الفضائية (الدفع الكهربائي) التي توفر الدفع عن طريق تسخين السائل، عادة ما يكون غير تفاعلي. يتم تحقيق التدفئة عادة عن طريق إرسال الكهرباء من خلال المقاوم الذي يتكون من خيوط متوهجة ساخنة، مع طرد الغاز الموسع.

## نبذة
تم نقل الطائرات المقاتلة إلى الفضاء منذ عام 1965 على متن فيلا (أقمار صناعية). ومع ذلك لم يتم استخدامها إلا في التطبيقات التجارية في عام 1980 مع إطلاق أول أقمار صناعية في برنامج إنتل سات.
كما تم اقتراح صاروخ مقاوم كوسيلة لاستخدام النفايات الحيوية ككتلة رد فعل، لا سيما بالاشتراك مع هيدرازين. تركز الدراسات على خصائص البخار وثاني أكسيد الكربون كمكونات رئيسية لتيار النفايات الحيوية، وعادة ما يستخدم زركونيوم كعنصر تدفئة.